# Tocia
Tocia, pleme amerčkih Indijanaca porodice chumashan, jednod od nekoliko njih koja su živjela između jezera Buena Vista i Carises, i rijeke Kern pa do Sierra Nevade i planina Coast range u Kaliforniji. Ugovorom od 10. lipnja 1851. ova plemena koja su već bila dosta izgubila od svoje populacije u ratovima sa Španjolcima i drugim plemenima, smještena su na rezervat između Tejon Passa i Kern Rivera, a ostatak zemlje prepustili su Sjedinjenim Državama.